# Summertown (Georgia)
Summertown – miasto w Stanach Zjednoczonych, w stanie Georgia, w hrabstwie Emanuel.